# Albert Betz
Albert Betz (Schweinfurt, 25 dicembre 1885 – Gottinga, 16 aprile 1968) è stato un fisico e ingegnere tedesco, pioniere della tecnologia delle turbine eoliche.

## Biografia
Nel 1910 si laureò in ingegneria navale presso l'università tecnica di Berlino (Diplomingenieur Schiffbau). Nel 1911 diventò ricercatore presso il laboratorio di aerodinamica dell'università di Gottinga, dove conseguì un dottorato di ricerca nel 1919 per il suo lavoro sui "propellenti per navi con la minima perdita di energia"; nel 1920 venne pubblicato il suo lavoro Das Maximum der theoretisch möglichen Ausnutzung des Windes durch Windmotoren ("Limiti teorici per la migliore utilizzazione del vento nei motori eolici"). Il suo lavoro si basava sugli studi precedenti di Frederick Lanchester, che includevano la prima descrizione completa della portanza e della resistenza fluidodinamica. La spiegazione era abbastanza complessa, e fino ai lavori di Ludwig Prandtl non iniziò a diffondersi.
La legge di Betz afferma che, indipendentemente dalla progettazione della turbina eolica, solo i 16/27 (ovvero il 59%) dell'energia cinetica del vento possono esser convertiti in energia meccanica. Il suo libro Wind-Energie und ihre Ausnutzung durch Windmühlen ("L'energia eolica ed il suo utilizzo tramite mulini"), pubblicato nel 1926, rappresentò una buona rassegna delle conoscenza nel campo delle turbine eoliche del periodo.
Nel 1926 fu nominato professore a Gottinga. Nel 1936 succedette a Ludwig Prandtl come direttore del laboratorio di aerodinamica; ricoprì il ruolo fino al 1956. Dal 1947 al 1956 diresse la ricerca nel campo dell'idrodinamica per il Max Planck Institute.
Betz venne premiato con la medaglia Carl Friedrich Gauss dell'Accademia di scienze della Repubblica Federale Tedesca nel 1965.